# Ravine de la Grande Chaloupe
La Ravine de la Grande Chaloupe est une ravine de l'île de La Réunion, département d'outre-mer français dans le sud-ouest de l'océan Indien. Le cours d'eau intermittent qui y a son lit coule du sud-sud-ouest vers le nord-nord-est et sert de frontière entre les communes de La Possession à l'ouest et Saint-Denis à l'est. Il traverse la forêt de la Grande Chaloupe.

## Géographie
De 7,9 km de longueur, la ravine de la Grande Chaloupe prend source par le Bras Mal Côté, à 1 390 m d'altitude.

### Communes et cantons traversés
La ravine de la Grande Chaloupe traverse les deux seules communes de La Possession, et la Saint-Denis, dans les deux canton de La Possession et canton de Saint-Denis, dans les deux arrondissement de Saint-Paul, et arrondissement de Saint-Denis.

### Bassin versant
La ravine de la Grande Chaloupe traverse une seule zone hydrographique 'Secteur Nord-Ouest' (4032). Ce bassin versant est encadré au sud par la Ravine de petite Chaloupe et la Ravine à Malheur et au nord la ravine Tamarins puis la Ravine à Jacques.

## Affluents
La Ravine de la Grande Chaloupe n'a pas de tronçons affluents référencés au SANDRE. Néanmoins Géoportail signale les affluents droits suivants :
- le Ravine Pélagaud,
- le Bras d'Anguille,
- le Bras Citron,
- le Bras Lindor,

Donc le rang de Strahler est de deux.